# لويد ريجبي
لويد ريجبي (بالإنجليزية: Lloyd Rigby)‏ هو لاعب كرة قدم بريطاني في مركز حراسة المرمى، ولد في 27 فبراير 1989 في إنجلترا في المملكة المتحدة. لعب مع رويال ريسينغ كلوب مونتينييه وستوكبورت كونتي ونادي روتشديل.

## وصلات خارجية
- لويد ريجبي على موقع قاعدة بيانات كرة القدم.إي يو (الإنجليزية)
- لويد ريجبي على موقع Soccerbase.com (لاعب) (الإنجليزية)